# 中村稔 (投手)
中村 稔（なかむら みのる、1938年〈昭和13年〉9月28日 - 2021年〈令和3年〉6月2日）は、三重県伊勢市出身のプロ野球選手（投手）・コーチ、解説者・評論家。

## 経歴
三重出身で戦前の東京巨人軍のエース沢村栄治とは親戚であったという。宇治山田商工では2年次の1955年に秋季中部地区大会へ進むが、1回戦で太田勝のいた豊川高に敗退。3年次の1956年夏も三岐大会1回戦で岐阜高に敗れ、甲子園出場はならなかった。
卒業後の1957年に読売ジャイアンツへ入団し、最初の4年間は僅か3勝を挙げたのみであった。
1961年に参加したベロビーチキャンプでドン・ドライスデールから直接指導を受けてチェンジアップを習得。この年に17勝10敗でリーグ6位の防御率2.13を記録してチームの勝ち頭となり、川上哲治監督の初優勝に貢献。同年の南海との日本シリーズでは6戦中5戦に登板し、10月22日の第1戦（大阪）で先発するが、野村克也・穴吹義雄に本塁打を喫し大敗。11月1日の最終第6戦（大阪）では堀本律雄をリリーフして勝利投手となり、6年ぶりの日本一を果たすと、このシリーズでは技能賞を獲得した。
1962年7月10日には中日戦（中日）の試合後、翌11日は先発投手を務める予定であったにもかかわらず、宿舎で禁じられていたビールを同室の堀内庄・伊藤芳明と飲んでいたところを別所毅彦ヘッドコーチに見つかり叱責を受ける。この一件を週刊誌が「殴打事件」と報道したことから問題が大きくなったため、球団側が別所に謹慎処分を科すと共に二軍コーチへの降格を命じるが、別所は命令の受け入れを拒み、退団している。
この年は9勝12敗でリーグ9位の防御率2.28とやや成績を落とし、その後は肩を痛めて年々成績を落とす。
1964年は春先に交通事故を起こしたこともあり、勝ち星を挙げられずに終わる。
1965年に復活して20勝4敗でリーグ5位の防御率2.21を記録。城之内邦雄（21勝）・宮田征典（20勝）と共に1チーム内で3人が20勝投手となり、V9初年度の優勝に貢献。同年の南海との日本シリーズでは11月4日の第4戦（後楽園）に先発するが、6回に崩れ敗戦投手となる。
1966年にも先発陣の一角として11勝7敗を記録し、南海との日本シリーズでも10月18日の第5戦（大阪）に先発し8回を好投。その後は再び年々成績を落とし、0勝に終わった1969年限りで現役を引退。
引退後は巨人で二軍投手コーチ（1970年 - 1977年）・一軍投手コーチ（1981年 - 1983年, 1989年 - 1992年）を務め、合間を縫って日本テレビ「○曜ナイター」
解説者（1978年 - 1980年）・ラジオ日本「ジャイアンツナイター」解説者（1984年 - 1988年, 1993年 - 1996年）を務めた。
二軍コーチは1977年に解任されたが、藤田元司から手腕を信頼され、監督を務めた際は必ず投手コーチに中村を起用していた。斎藤雅樹の才能に惚れ込み、コーチ2期目にはサイドスローへの転向を藤田に進言し、3期目には「こんなにいい投手を先発にしないともったいない」とエースに育てた。1989年の11試合連続完投勝利では、藤田が連続完投が続いている間に何度も「斎藤を代えるか。もうもたないよ」と中村に相談したが、その度に中村は「大丈夫、大丈夫。そのうち立ち直りますから」と押し戻していた。ベンチでこの光景を見た加藤初兼任コーチは「藤田さんも本心では斎藤を続投させたいんだが、いまひとつ自信が持てない。そういう時、稔さんが絶妙のタイミングで励ます。だから、藤田さんには稔さんが必要だったんだろうね」と振り返っている。1990年にはチーム防御率2.83、130試合でシーズン最多記録の70完投を記録し、斎藤・桑田真澄・木田優夫・香田勲男が10勝以上を挙げ、防御率2点台で上位4位までを独占。宮本和知も14勝し、2桁勝利投手5人という投手王国を作った。東京ドームはグラウンドが堅いため、ドームで試合がある時は多摩川グラウンドに投手を集め、ランニングさせてから球場入りさせた。投手の足腰の負担を軽減し、なおかつスタミナをつけさせる工夫が最多完投につながった。投手の打撃練習にも力を入れ、桑田や斎藤を筆頭に当時の巨人投手陣はバッティングが良かった。試合の終盤にチャンスで投手に打順が回ってくると、好投しているのに代打を出すという藤田に「それで代打は誰か」と聞き、名前を聞いて納得がいかないと「それならピッチャーを打たせた方がいいですよ」と言ってしばしば藤田を押し切った。
解説者1期目には江川卓のプロ初登板試合を解説し、1980年8月には国松彰と共に中国・四川省の成都市に招待され、四川野球チームと成都体育学院野球チームに野球指導をした。
1997年に第3期巨人コーチ時代の同僚であった近藤昭仁監督に招聘され、千葉ロッテマリーンズ一軍投手コーチに就任。当初ロッテは江尻亮の後任として藤田に監督要請をしていたが、固辞したため、藤田は中村を監督として推薦していた。
1998年6月30日に記録的連敗の責任を問われ、コーチを解任された。
2002年から2003年頃にかけてJスカイスポーツ「J SKY STADIUM」解説者として活動し、近年は千葉県大学1部リーグ・敬愛大学のコーチを務めたほか、アクロディアの発売する投球データを解析できるボール「TECHNICAL PITCH」のアドバイザー役も務め、大学での投球指導にも活用していた。社会人チームでも投手を指導し、西勇輝や岩崎翔など、中学時代に野球教室で教えた選手のピッチングをテレビで見ては気にかけていた。
2021年5月19日に東京都内の病院に入院するが、夫人には1年前に先立たれており、イギリスで暮らす娘が帰国して看病していた。中村は「娘が帰ってきて助かったよ。6月半ばには退院できるよ」と嬉しそうに話したが、6月2日死去。82歳没。

## 選手としての特徴
直球のスピードはそれほどでもなかったが、シンカー気味のシュートと大きく曲がるカーブを操り、思い切りの良いピッチングをした。

## 人物
向こうっ気が強く、何に対してもへこたれない性格であった。麻雀の腕もあり、中村を探す際は麻雀の音を頼りに探せば必ず見つけることができたという。

## 詳細情報

### 年度別投手成績
| 年 度      | 球 団      | 登 板 | 先 発 | 完 投 | 完 封 | 無 四 球 | 勝 利 | 敗 戦 | セ 丨 ブ | ホ 丨 ル ド | 勝 率 | 打 者 | 投 球 回 | 被 安 打 | 被 本 塁 打 | 与 四 球 | 敬 遠 | 与 死 球 | 奪 三 振 | 暴 投 | ボ 丨 ク | 失 点 | 自 責 点 | 防 御 率 | W H I P |
| ---------- | ---------- | ----- | ----- | ----- | ----- | -------- | ----- | ----- | -------- | ----------- | ----- | ----- | -------- | -------- | ----------- | -------- | ----- | -------- | -------- | ----- | -------- | ----- | -------- | -------- | ------- |
| 1957       | 巨人       | 1     | 0     | 0     | 0     | 0        | 0     | 0     | --       | --          | ----  | 6     | 1.0      | 2        | 0           | 0        | 0     | 0        | 3        | 1     | 0        | 2     | 2        | 18.00    | 2.00    |
| 1958       | 巨人       | 7     | 3     | 0     | 0     | 0        | 1     | 1     | --       | --          | .500  | 57    | 13.1     | 13       | 0           | 8        | 0     | 0        | 6        | 0     | 0        | 4     | 2        | 1.29     | 1.58    |
| 1959       | 巨人       | 7     | 1     | 0     | 0     | 0        | 0     | 0     | --       | --          | ----  | 72    | 17.1     | 15       | 2           | 7        | 0     | 1        | 10       | 0     | 0        | 6     | 5        | 2.50     | 1.27    |
| 1960       | 巨人       | 35    | 5     | 0     | 0     | 0        | 2     | 4     | --       | --          | .333  | 264   | 61.0     | 69       | 5           | 16       | 0     | 1        | 38       | 1     | 0        | 36    | 35       | 5.16     | 1.39    |
| 1961       | 巨人       | 63    | 24    | 5     | 3     | 0        | 17    | 10    | --       | --          | .630  | 975   | 241.0    | 202      | 13          | 63       | 8     | 9        | 142      | 5     | 1        | 69    | 57       | 2.13     | 1.10    |
| 1962       | 巨人       | 52    | 16    | 6     | 2     | 1        | 9     | 12    | --       | --          | .429  | 819   | 212.1    | 150      | 14          | 54       | 4     | 7        | 133      | 0     | 0        | 59    | 54       | 2.28     | 0.96    |
| 1963       | 巨人       | 30    | 10    | 2     | 1     | 0        | 3     | 4     | --       | --          | .429  | 400   | 101.0    | 82       | 6           | 21       | 0     | 4        | 35       | 2     | 1        | 42    | 35       | 3.12     | 1.02    |
| 1964       | 巨人       | 9     | 1     | 0     | 0     | 0        | 0     | 0     | --       | --          | ----  | 89    | 18.0     | 27       | 5           | 6        | 0     | 1        | 4        | 0     | 0        | 18    | 11       | 5.50     | 1.83    |
| 1965       | 巨人       | 45    | 29    | 9     | 3     | 5        | 20    | 4     | --       | --          | .833  | 843   | 220.1    | 179      | 20          | 41       | 4     | 3        | 95       | 4     | 0        | 61    | 54       | 2.21     | 1.00    |
| 1966       | 巨人       | 32    | 26    | 8     | 2     | 2        | 11    | 7     | --       | --          | .611  | 701   | 177.0    | 150      | 15          | 36       | 4     | 3        | 85       | 0     | 1        | 62    | 52       | 2.64     | 1.05    |
| 1967       | 巨人       | 33    | 9     | 0     | 0     | 0        | 4     | 8     | --       | --          | .333  | 362   | 88.1     | 81       | 16          | 18       | 3     | 3        | 56       | 1     | 0        | 45    | 39       | 3.99     | 1.12    |
| 1968       | 巨人       | 25    | 3     | 1     | 1     | 0        | 5     | 3     | --       | --          | .625  | 287   | 69.1     | 68       | 8           | 12       | 0     | 2        | 32       | 1     | 0        | 30    | 26       | 3.39     | 1.15    |
| 1969       | 巨人       | 13    | 1     | 0     | 0     | 0        | 0     | 0     | --       | --          | ----  | 90    | 22.2     | 20       | 5           | 4        | 0     | 1        | 10       | 0     | 0        | 9     | 9        | 3.52     | 1.06    |
| 通算：13年 | 通算：13年 | 352   | 128   | 31    | 12    | 8        | 72    | 53    | --       | --          | .576  | 4965  | 1242.2   | 1058     | 109         | 286      | 23    | 35       | 649      | 15    | 3        | 443   | 381      | 2.76     | 1.08    |

- 各年度の太字はリーグ最高

### 表彰
- 日本シリーズ技能賞：1回 （1961年）

### 記録
- オールスターゲーム出場：3回 （1962年、1965年、1966年）

### 背番号
- 23 （1957年）
- 26 （1958年 - 1969年）
- 80 （1970年 - 1977年、1997年 - 1998年）
- 76 （1981年 - 1983年、1989年 - 1992年）

## 関連情報

### 著書
- おもしろ!ザ・ジャイアンツ - ベップ出版、1984年1月発売、書籍コード：ISBN 4893513311